# Torneo del Olaya
El Torneo del Olaya, fundado inicialmente como Hexagonal del Olaya y también conocida como la Copa Amistad del Sur, es el torneo de fútbol aficionado más importante de Bogotá, de Colombia, y uno de los más reconocidos a nivel suramericano siendo organizado por el Club Deportivo Olaya Herrera y avalado por la Liga de fútbol de Bogotá. Teniendo lugar en el Parque Estadio Olaya Herrera al sur de la ciudad. El torneo siempre se disputa entre los meses de diciembre y enero y su campeón actual es Centenario.
De este torneo es originario el Club Deportivo La Equidad, club que compitió durante 38 años en el certamen y que actualmente compite en la Categoría Primera A del fútbol profesional colombiano.

## Historia
El Hexagonal del Olaya arrancó en diciembre de 1959 por iniciativa de dos personas que fueron Rafael Morales y Genaro Díaz para evitar peleas por una cancha que dividía los barrios Olaya y Centenario, en ese inició se llama y se sigue llamando la "Copa Amistad del Sur", conformaron un hexagonal con motivo de las fiestas decembrinas y aprovechando los instantes de solaz del periodo vacacional, contando en su primera edición con los cuadros Sporting Zaid, Olaya A, Olaya B, Sastrería Navarrete, Spartak y Sastrería Porvenir.
En la Edición 1960-1961 se jugó un cuadrangular, es decir las sastrerías Navarrete y Porvenir no participaron en esta versión.
Así pasaron los primeros torneos, hasta cuando Zaid se fue, para darle paso a la llegada del Club Centenario, y con él arribaron cuadros como Once Amigos, Calzado Juvenil y Golazo FBC, entre otros, que le dieron cuerpo al Hexagonal que actualmente se juega.
El primer campeón fue Sporting Zaid conformado por jugadores del barrio Centenario, la final se jugó en el sector de San Antonio debido a que no se jugó en la cancha del Olaya por conflictos entre la entonces liga de fútbol de Cundinamarca y la no oficializada liga del distrito. el dueño del equipo era Genaro Díaz, personaje reconocido en el medio quien fallecería unos años después al ingerir una bebida fría que le ocasionó un fulminante infarto.
El torneo, con el paso de la década del 60 fue ganando fuerza y personas de todos los barrios de la ciudad se agolpaban en los buses para llegar hasta el escenario que no tenía gramilla y se jugaba como en las barriadas, a polvo puro…
En los primeros 5 torneos el entusiasmo se apodera del torneo, por lo cual en el historial del certamen se han registrado únicamente tres equipos que perdieron por W, los equipos fueron Dobladora Rueda que cayó goleado por 11-0 ante Once Amigos y en el siguiente partido no se presentó, mismo modo pasó con el equipo Dobladora Galán en 1964 que se rehusó a presentarse en un partido, luego en 1970 el equipo de Radio Octava en la última fecha de la décima versión no se presentó ante Centenario y ganó este último por W (1-0) antes no era sancionatorio pero hoy en día equipo que no se presente, se pita W y será sancionado económicamente y hasta con pérdida de la casilla.

## Incursión de los Medios de Comunicación
Los medios comenzaron a registrar la importancia de este certamen iniciando los años 60, Pompilio Bejarano, periodista del periódico El Tiempo fue el primer medio de prensa escrita que hizo presencia en el campeonato barrial, la primera emisora que transmitió el torneo fue la Cadena Sutatenza en 1964 y en televisión en el año 1970 se apreciaban las primeras imágenes del torneo para el país, en cuanto a la pantalla chica el torneo fue transmitido por el canal 9 de Inravisión, posteriormente a la Cadena 3 hasta 1999, después por el Canal Trece en el año 2000, luego por el Canal Capital desde 2001 y después por varios canales de televisión cerrada.
En 1992 el torneo fue el más transmitido por radio en cuanto a cantidad de emisoras se refiere, emitieron 32 emisoras solamente de la banda AM.[cita requerida], Las cadenas radiales más grandes de Colombia estuvieron presente en este torneo, RCN, Caracol, Todelar, Súper, Melodía, Colmundo Radio, Radio Santa Fe, Radio Capital, Emisora Mariana, Emisora Punto 5, fueron las estaciones de radio que dijeron presente en el Olaya.
La prensa escrita han destacado de presencia permanente de varios medios como lo son El Tiempo, El Espectador, El Espacio, El Vespertino, Diario Deportivo, Q´hubo, entre otros medios impresos, los noticieros de televisión nacional han dado realce al torneo, en su momento noticieros como Criptón, AM-PM, TV-Hoy, 24 Horas, Nacional, Noticias Uno, Citytv y otros, han registrado imágenes de este torneo para ser visibilizado a nivel nacional, hoy en día los medios digitales han dado mucha importancia a este certamen, en promedio se inscriben por campeonato un centenar de reporteros.

## Llegada de Sekularac y reconocimiento internacional
En 1972, el Torneo del Olaya llegaría a un punto tan alto de reconocimiento que el dirigente Daniel Torres dueño de la firma Fotorres y propietario de una casilla se dio a la tarea de traer al jugador del momento en Colombia, el yugoslavo Dragoslav Sekularac, también conocido como "Seki" o "El Pelé Blanco", quien jugaba en esa época en Santa Fe, considerado el mejor jugador del Mundial del 62 en Chile.

## Avances del estadio del Olaya
En 1980 se le dio el adiós a las polvaredas y por intermedio del Instituto Distrital de Recreación y Deporte con la ayuda de la Secretaría de Obras Públicas del Distrito y bajo la orientación del profesional Julio Orjuela Flórez se le colocó el pastizal.
Luego se enmallaría la cancha y posteriormente se construyeron las tribunas que funcionaron hasta enero del 2008 cuando comenzó la construcción de la nueva locación.
Entre 2007 y 2009 el torneo fue auspiciado por la Empresa de Telecomunicaciones de Bogotá, por ello recibió el nombre de Copa ETB.

## Las figuras del fútbol regresan a ponerse los guayos en el Olaya
En 2011 se celebró la edición número 52, en homenaje al periodista Hernán Peláez, con la presencia como invitado especial en el club Centenario - Kimo del histórico jugador Carlos 'El Pibe' Valderrama.
En 2015, en marco de la edición 56, jugaron dos referentes del fútbol colombiano con el club Centenario, Léider Preciado y Gerardo Bedoya.
En 2017, con marco de la edición 58, en el club Centenario dirigió uno de los grandes ídolos y referentes de Millonarios, John Mario Ramírez, donde tuvo una destacada actuación, dos años después dirigió en ese mismo torneo pero al Club Monserrate, a pesar de su presencia, el equipo no sumo victorias en el campeonato, terminando último.

## El Torneo en los últimos años
En 2020 el torneo finalizó en enero como estaba previsto, pero debido a la pandemia de COVID-19 en Colombia, el Torneo del Olaya regresó para la temporada 2021 en el mes de febrero.
En este torneo desde su inicio a hoy han pasado 50 casillas (equipos) que jugaron este torneo, las cuatro últimas fueron la Selección Bogotá IDRD, campeón en el torneo 2009-2010; Plata Vinotinto y Oro Dimenor, subcampeón en los torneos 2019-2020 y 2022-2023; Nottingham, Subcampeón en el torneo 2021 y Alianza Sur, Subcampeón en el torneo 2021-2022 que fue patrocinado por la casa de apuestas Mozzart Bet.
En la versión 63 el Club Deportivo La Equidad Seguros deja de competir tras vender la ficha al club Plata Vinotinto y Oro, cuyo propietario es el señor Jorge Plata, que es el padrino de Bautismo de James Rodríguez,[cita requerida] dejando 40 años de tradición de este club en la cual saltó al fútbol profesional en 2003 y sacando jugadores que hoy son figuras dentro y fuera de Colombia, el club asegurador consiguió hasta la fecha 7 títulos, el último lo logró en la temporada 2019-2020 tras 7 años sin lograr campeonato en el Olaya.
Para la versión 64, el torneo se vio beneficiado con el tema de los ingresos económicos, gracias a una incursión publicitaria y apoyo comercial de varias empresas, una de ellas es la casa de apuestas colombiana BetPlay que firmó con la organización del torneo para ser su patrocinador por varias temporadas, entre otras compañías multinacionales que ha sido clave para los ingresos económicos en pro de sostener el torneo del Olaya por varios años más.

## Equipos participantes
Un total de nueve clubes hacen parte del Torneo del Olaya a partir de la edición 2022-2023.
| Equipo                                       | Colores                | Fundación | Primera participación | Títulos |
| -------------------------------------------- | ---------------------- | --------- | --------------------- | ------- |
| Club Caterpillar Motor                       | Amarillo y negro       | 1979      | 1979                  | 2       |
| Club Deportivo Monserrate                    | Azul y amarillo        | 1986      | 1986                  | 4       |
| Club Deportivo Olaya Herrera                 | Blanco y negro         | 1959      | 1959                  | 6       |
| Club Deportivo Plata Vinotinto y Oro Dimenor | Vinotinto, Dorado      | 2020      | 2020                  | 0       |
| Club Deportivo Maracaneiros                  | Rojo, blanco y azul    | 1980      | 2005                  | 3       |
| Club Nacional de Eléctricos                  | Amarillo y negro       | 1989      | 1989                  | 8       |
| Club Deportivo Centenario                    | Azul y blanco          | 1961      | 1961                  | 12      |
| Club Deportivo Nottingham                    | Naranja, azul y blanco | 1984      | 2021                  | 0       |
| Club Deportivo Alianza Sur Fútbol Club       | Azul, negro y blanco   | 2003      | 2021                  | 0       |

## Temporada 2024-2025
| Pos. | Equipo                                    | Pts. | PJ | G | E | P | GF | GC | Dif. | Clasificación                |
| ---- | ----------------------------------------- | ---- | -- | - | - | - | -- | -- | ---- | ---------------------------- |
| 1    | Centenario - Embajadores                  | 12   | 7  | 6 | 0 | 1 | 12 | 6  | +6   | Campeón                      |
| 2    | Caterpillar Motor - Calle 13 - Candelaria | 10   | 7  | 4 | 2 | 1 | 11 | 7  | +4   |                              |
| 3    | Nacional de Eléctricos                    | 9    | 7  | 4 | 1 | 2 | 15 | 8  | +7   |                              |
| 4    | Plata Vinotinto y Oro - Ovosanti          | 6    | 7  | 2 | 2 | 3 | 14 | 11 | +3   |                              |
| 5    | Nottingham - Civil United                 | 6    | 7  | 2 | 2 | 3 | 7  | 7  | 0    |                              |
| 6    | Olaya Herrera - Independiente Bogotá      | 6    | 7  | 2 | 2 | 3 | 7  | 14 | −7   |                              |
| 7    | Maracaneiros                              | 5    | 7  | 2 | 1 | 4 | 10 | 15 | −5   |                              |
| 8    | Alianza Sur - Monarca F. C.               | 2    | 7  | 0 | 2 | 5 | 4  | 12 | −8   | Suspensión por una temporada |

 Fuente: Rotonda Deportiva

## Temporada 2023-2024
| Pos. | Equipo                               | Pts. | PJ | G | E | P | GF | GC | Dif. | Clasificación                |
| ---- | ------------------------------------ | ---- | -- | - | - | - | -- | -- | ---- | ---------------------------- |
| 1    | Nacional de Eléctricos               | 11   | 7  | 5 | 1 | 1 | 15 | 3  | +12  | Campeón                      |
| 2    | Plata Vinotinto y Oro - Dimenor      | 10   | 7  | 4 | 2 | 1 | 13 | 3  | +10  |                              |
| 3    | Maracaneiros                         | 10   | 7  | 4 | 2 | 1 | 6  | 6  | 0    |                              |
| 4    | Centenario - Bogotá United           | 9    | 7  | 4 | 1 | 2 | 7  | 4  | +3   |                              |
| 5    | Caterpillar Motor - Med Plus         | 7    | 7  | 3 | 1 | 3 | 10 | 13 | −3   |                              |
| 6    | Olaya Herrera - Independiente Bogotá | 4    | 7  | 2 | 0 | 5 | 8  | 13 | −5   |                              |
| 7    | Alianza Sur - TuReserva.com          | 4    | 7  | 1 | 2 | 4 | 5  | 11 | −6   |                              |
| 8    | Monserrate                           | 1    | 7  | 0 | 1 | 6 | 0  | 11 | −11  | Suspensión por una temporada |

 Fuente: [cita requerida]

## Temporada 2022-2023
| Pos. | Equipo                                      | Pts. | PJ | G | E | P | GF | GC | Dif. | Clasificación                |
| ---- | ------------------------------------------- | ---- | -- | - | - | - | -- | -- | ---- | ---------------------------- |
| 1    | Olaya Herrera-Independiente Bogotá-Calle 13 | 12   | 7  | 5 | 2 | 0 | 13 | 3  | +10  | Campeón                      |
| 2    | Plata Vinotinto y Oro-Dimenor               | 10   | 7  | 4 | 2 | 1 | 12 | 5  | +7   |                              |
| 3    | Caterpillar Motor-Candelaria F.C.           | 9    | 7  | 4 | 1 | 2 | 11 | 11 | 0    |                              |
| 4    | Nacional de Eléctricos                      | 8    | 7  | 3 | 2 | 2 | 11 | 9  | +2   |                              |
| 5    | Alianza Sur-Bogotá United F.C.              | 7    | 7  | 2 | 3 | 2 | 11 | 9  | +2   |                              |
| 6    | Maracaneiros                                | 5    | 7  | 1 | 3 | 3 | 5  | 9  | −4   |                              |
| 7    | Monserrate                                  | 4    | 7  | 1 | 2 | 4 | 8  | 12 | −4   |                              |
| 8    | Nottingham-Cardenales Gold                  | 1    | 7  | 0 | 1 | 6 | 3  | 18 | −15  | Suspensión por una temporada |

 Fuente: 

## Temporada 2021-2022
| Pos. | Equipo                 | Pts. | PJ | G | E | P | GF | GC | Dif. | Clasificación                |
| ---- | ---------------------- | ---- | -- | - | - | - | -- | -- | ---- | ---------------------------- |
| 1    | Nacional de Eléctricos | 12   | 7  | 6 | 0 | 1 | 14 | 4  | +10  | Campeón                      |
| 2    | Alianza Sur            | 10   | 7  | 4 | 2 | 1 | 14 | 7  | +7   |                              |
| 3    | Caterpillar Motor      | 10   | 7  | 4 | 2 | 1 | 13 | 9  | +4   |                              |
| 4    | Maracaneiros           | 9    | 7  | 4 | 1 | 2 | 11 | 6  | +5   |                              |
| 5    | Olaya Herrera          | 7    | 7  | 3 | 1 | 3 | 10 | 8  | +2   |                              |
| 6    | Nottingham             | 5    | 7  | 1 | 3 | 3 | 7  | 9  | −2   |                              |
| 7    | Monserrate             | 2    | 7  | 1 | 0 | 6 | 9  | 17 | −8   |                              |
| 8    | Centenario             | 1    | 7  | 0 | 1 | 6 | 5  | 23 | −18  | Suspensión por una temporada |

 Fuente: 

## Temporada 2021
| Pos. | Equipos                  | Pts. | PJ | PG | PE | PP | GF | GC | Dif. |
| ---- | ------------------------ | ---- | -- | -- | -- | -- | -- | -- | ---- |
| 1.   | Nacional de Eléctricos   | 11   | 7  | 5  | 1  | 1  | 18 | 6  | 12   |
| 2.   | Nottingham               | 10   | 7  | 4  | 2  | 1  | 9  | 5  | 4    |
| 3.   | Olaya Herrera Candelaria | 9    | 7  | 4  | 1  | 2  | 11 | 8  | 3    |
| 4.   | Maracaneiros             | 7    | 7  | 2  | 3  | 2  | 10 | 13 | -3   |
| 5.   | Caterpillar Motor        | 6    | 7  | 3  | 0  | 4  | 12 | 11 | 1    |
| 6.   | Monserrate               | 6    | 7  | 2  | 2  | 3  | 10 | 13 | -3   |
| 7.   | Alianza Sur              | 6    | 7  | 1  | 4  | 2  | 8  | 11 | -3   |
| 8.   | Centenario               | 1    | 7  | 0  | 1  | 6  | 3  | 14 | -11  |

## Temporada 2019-2020
| Pos. | Equipos                | PJ | PG | PE | PP | GF | GC | Dif. | Pts. |
| ---- | ---------------------- | -- | -- | -- | -- | -- | -- | ---- | ---- |
| 1.   | Plata Vinotinto y Oro  | 7  | 4  | 2  | 1  | 11 | 7  | 4    | 10   |
| 2.   | La Equidad             | 7  | 4  | 2  | 1  | 10 | 7  | 3    | 10   |
| 3.   | Nacional de Eléctricos | 7  | 4  | 1  | 2  | 18 | 9  | 9    | 9    |
| 4.   | Caterpillar Motor      | 7  | 4  | 1  | 2  | 11 | 7  | 4    | 9    |
| 5.   | Centenario - Kimo      | 7  | 4  | 1  | 2  | 6  | 4  | 2    | 9    |
| 6.   | Maracaneiros           | 7  | 2  | 1  | 4  | 9  | 12 | -3   | 5    |
| 7.   | Olaya Herrera          | 7  | 2  | 0  | 5  | 5  | 9  | -4   | 4    |
| 8.   | Monserrate             | 7  | 0  | 0  | 7  | 8  | 24 | -16  | 0    |

### Partido por el título
| 26 de enero de 2020, 11:00 | La Equidad | 3:3 (1:2) | Plata Vinotinto y Oro | Parque Estadio Olaya Herrera, Bogotá |  |

| Definición por penales |                  |     |                  |                     |
| Sebastián Agudelo      | Acierto de penal | 1:1 | Acierto de penal | Camilo Vargas       |
| Juan Vacca             | Acierto de penal | 2:2 | Acierto de penal | Juan Rengifo        |
| Yuber Marmolejo        | Acierto de penal | 3:2 | Fallo de penal   | Jhonnier Monterrosa |
| Francisco Chaverra     | Fallo de penal   | 3:3 | Acierto de penal | Jesús Devia         |
| Matheo Castaño         | Acierto de penal | 4:3 | Fallo de penal   | Edwin López         |

## Temporada 2018-2019
- Tabla de posiciones actualizada el 14 de enero de 2019. Olaya Herrera - Alianza Sur, se coronó Campeón del Hexagonal del Olaya 2018-2019 de manera anticipada.

| Pos | Equipo                         | Pts | PJ | PG | PE | PP | GF | GC | Dif |
| --- | ------------------------------ | --- | -- | -- | -- | -- | -- | -- | --- |
| 1.  | Olaya Herrera - Alianza Sur    | 10  | 5  | 5  | 0  | 0  | 8  | 3  | 5   |
| 2.  | Nacional de Eléctricos         | 6   | 5  | 2  | 2  | 1  | 7  | 5  | 2   |
| 3.  | Maracaneiros                   | 5   | 5  | 2  | 1  | 2  | 6  | 6  | 0   |
| 4.  | Centenario - La Squadra        | 4   | 5  | 1  | 2  | 2  | 5  | 5  | 0   |
| 5.  | La Equidad                     | 3   | 5  | 0  | 3  | 2  | 4  | 7  | -3  |
| 6.  | Caterpillar Motor - Candelaria | 2   | 5  | 0  | 2  | 3  | 5  | 9  | -4  |

## Temporada 2017-2018
- Tabla de posiciones actualizada el 15 de enero de 2018.[10]

| Pos | Equipo                              | Pts | PJ | PG | PE | PP | GF | GC | Dif |
| --- | ----------------------------------- | --- | -- | -- | -- | -- | -- | -- | --- |
| 1.  | Nacional de Eléctricos              | 7   | 5  | 2  | 1  | 1  | 2  | 4  | 5   |
| 2.  | Olaya Herrera - Alianza Sur         | 6   | 5  | 2  | 1  | 1  | 1  | 1  | 4   |
| 3.  | Centenario - Sports MYM/FSS         | 6   | 5  | 1  | 4  | 0  | 1  | 1  | 2   |
| 4.  | Caterpillar Motor - Candelaria F.C. | 4   | 5  | 1  | 1  | 1  | 6  | 4  | 0   |
| 5.  | Maracaneiros                        | 4   | 5  | 1  | 1  | 1  | 3  | 3  | -1  |
| 6.  | Monserrate - Copa U Colombia        | 3   | 5  | 0  | 2  | 3  | 1  | 2  | -3  |

## Temporada 2016-2017
- Tabla final de posiciones actualizada el 16 de enero de 2017.[12]

| Pos | Equipo                                        | Pts | PJ | PG | PE | PP | GF | GC | Dif |
| --- | --------------------------------------------- | --- | -- | -- | -- | -- | -- | -- | --- |
| 1.  | Olaya Herrera - Cúcuta                        | 8   | 5  | 2  | 1  | 2  | 7  | 3  | 4   |
| 2.  | Maracaneiros - Four Point Multirepuestos Bosa | 6   | 5  | 1  | 3  | 1  | 5  | 1  | 4   |
| 3.  | Nacional de Eléctricos                        | 5   | 5  | 2  | 2  | 1  | 7  | 5  | 2   |
| 4.  | Centenario - Pierre D Agostini                | 5   | 5  | 1  | 3  | 1  | 6  | 5  | 1   |
| 5.  | Caterpillar Motor - Ceif                      | 3   | 5  | 1  | 1  | 3  | 3  | 9  | -6  |
| 6.  | La Equidad                                    | 3   | 5  | 1  | 1  | 3  | 6  | 11 | -5  |

### Partido por el descenso
| 22 de enero de 2017, 11:00 | Caterpillar Motor                                                             | 3:1 (1:0) | La Equidad             | Parque Estadio Olaya Herrera, Bogotá |  |
|                            | Darwin Díaz 21' (pen.) · Luis Eduardo Baquero 54' · Juan Sebastián Moreno 70' | Reporte   | Cristian Contreras 66' |                                      |  |

## Temporada 2015-2016
- Tabla final de posiciones actualizada el 18 de enero de 2016.[14]

| Pos | Equipo                                        | Pts | PJ | PG | PE | PP | GF | GC | Dif |
| --- | --------------------------------------------- | --- | -- | -- | -- | -- | -- | -- | --- |
| 1.  | Maracaneiros - Four Point Multirepuestos Bosa | 6   | 5  | 2  | 1  | 2  | 8  | 2  | 6   |
| 2.  | Olaya Herrera - Barsa                         | 6   | 5  | 1  | 3  | 1  | 4  | 4  | 0   |
| 3.  | Nacional de Eléctricos                        | 6   | 5  | 2  | 2  | 1  | 5  | 4  | -1  |
| 4.  | Centenario - Kimo                             | 5   | 5  | 2  | 2  | 1  | 6  | 4  | -1  |
| 5.  | Caterpillar Motor - Ceif                      | 5   | 5  | 1  | 3  | 1  | 5  | 5  | 1   |
| 6.  | Monserrate                                    | 2   | 5  | 0  | 2  | 3  | 7  | 11 | 0   |

### Partido por el título
| 24 de enero de 2016, 11:00 | Maracaneiros                                                                     | 1:1 (1:1) (4:2 p.)         | Olaya Herrera                                                        | Parque Estadio Olaya Herrera, Bogotá |                             |
|                            | Fabián Hernández 22'                                                             | Reporte                    | Alejandro Gutiérrez 32' (pen.)                                       | Árbitro(s): Wander Mosquera          | Árbitro(s): Wander Mosquera |
|                            |                                                                                  | Tiros desde el punto penal |                                                                      |                                      |                             |
|                            | Carlos Ramírez · Marcos Morales · Luigi Vásquez · Erick Molano · Michael Estrada |                            | Faber López · Alejandro Gutiérrez · Brandon Salcedo · Ronald Alegría |                                      |                             |

## Temporada 2014-2015
- Tabla final de posiciones actualizada el 18 de enero de 2015.[14]

| Pos | Equipo                   | Pts | PJ | PG | PE | PP | GF | GC | Dif |
| --- | ------------------------ | --- | -- | -- | -- | -- | -- | -- | --- |
| 1.  | Nacional de Eléctricos   | 8   | 5  | 3  | 0  | 1  | 9  | 2  | 6   |
| 2.  | Caterpillar Motor - Ceif | 7   | 5  | 3  | 1  | 1  | 2  | 6  | 0   |
| 3.  | Monserrate               | 4   | 5  | 2  | 0  | 2  | 3  | 4  | 4   |
| 4.  | Centenario - Kimo        | 3   | 5  | 1  | 2  | 4  | 6  | 3  | 0   |
| 5.  | Olaya Herrera            | 3   | 5  | 1  | 1  | 2  | 3  | 7  | 3   |
| 6.  | La Equidad               | 1   | 5  | 0  | 1  | 3  | 2  | 5  | 1   |

## Temporada 2013-2014
- Tabla final de posiciones actualizada el 12 de enero de 2014. Nacional de Eléctricos se coronó Campeón del Hexagonal del Olaya 2013-2014 de manera anticipada.[14]

| Pos | Equipo                                        | Pts | PJ | PG | PE | PP | GF | GC | Dif |
| --- | --------------------------------------------- | --- | -- | -- | -- | -- | -- | -- | --- |
| 1.  | Nacional de Eléctricos                        | 8   | 5  | 4  | 0  | 1  | 8  | 2  | 6   |
| 2.  | Centenario - Kimo                             | 7   | 5  | 3  | 1  | 1  | 6  | 6  | 0   |
| 3.  | Olaya Herrera - Legrand                       | 6   | 5  | 3  | 0  | 2  | 4  | 3  | 1   |
| 4.  | Caterpillar Motor - Ceif                      | 5   | 5  | 2  | 1  | 2  | 6  | 4  | 2   |
| 5.  | La Equidad                                    | 4   | 5  | 1  | 2  | 2  | 4  | 5  | -1  |
| 6.  | Maracaneiros - Four Point Multirepuestos Bosa | 0   | 5  | 0  | 0  | 0  | 0  | 8  | -8  |

## Temporada 2012-2013
- Tabla final de posiciones actualizada el 13 de enero de 2013.[18]

| Pos | Equipo                                    | Pts | PJ | PG | PE | PP | GF | GC | Dif |
| --- | ----------------------------------------- | --- | -- | -- | -- | -- | -- | -- | --- |
| 1.  | La Equidad                                | 7   | 5  | 3  | 1  | 1  | 10 | 5  | 5   |
| 2.  | Olaya Herrera - Oma                       | 7   | 5  | 3  | 1  | 1  | 7  | 6  | 1   |
| 3.  | Caterpillar Motor - Legrand               | 5   | 5  | 2  | 1  | 2  | 8  | 9  | -1  |
| 4.  | Maracaneiros - Multirepuestos Bosa        | 4   | 5  | 2  | 0  | 3  | 4  | 5  | -1  |
| 5.  | Nacional de Eléctricos - DC Ferrocarriles | 4   | 5  | 2  | 0  | 3  | 5  | 7  | -2  |
| 6.  | Monserrate                                | 3   | 5  | 1  | 1  | 3  | 5  | 9  | -4  |

### Partido por el título
| 20 de enero de 2013, 13:05 | La Equidad                                | 2:1 (2:0) | Olaya Herrera - Oma | Parque Estadio Olaya Herrera, Bogotá |                               |
|                            | Esteban Castañeda 1' · Jherson Malagón 9' | Reporte   | Manuel Rojas 73'    | Árbitro(s): Francisco Peñuela        | Árbitro(s): Francisco Peñuela |

## Temporada 2011-2012
- Tabla final de posiciones actualizada el 15 de enero de 2012.[20]

| Pos | Equipo                               | Pts | PJ | PG | PE | PP | GF | GC | Dif |
| --- | ------------------------------------ | --- | -- | -- | -- | -- | -- | -- | --- |
| 1.  | Maracaneiros - Multirepuestos Bosa   | 8   | 5  | 3  | 2  | 0  | 8  | 2  | 6   |
| 2.  | La Equidad                           | 6   | 5  | 3  | 0  | 2  | 10 | 10 | 0   |
| 3.  | Olaya Herrera - Oma                  | 5   | 5  | 2  | 1  | 2  | 10 | 8  | 2   |
| 4.  | Nacional de Eléctricos - Phelp Dodge | 4   | 5  | 1  | 2  | 2  | 6  | 6  | 0   |
| 5.  | Monserrate                           | 4   | 5  | 1  | 2  | 2  | 5  | 9  | -4  |
| 6.  | Centenario - Kimo                    | 3   | 5  | 0  | 3  | 2  | 4  | 8  | -4  |

## Temporada 2010-2011
- Tabla final de posiciones actualizada el 16 de enero de 2011.[22]

| Pos | Equipo                               | Pts | PJ | PG | PE | PP | GF | GC | Dif |
| --- | ------------------------------------ | --- | -- | -- | -- | -- | -- | -- | --- |
| 1.  | La Equidad                           | 7   | 5  | 3  | 1  | 1  | 7  | 6  | 1   |
| 2.  | Centenario - Kimo                    | 7   | 5  | 3  | 1  | 1  | 9  | 6  | 3   |
| 3.  | Monserrate                           | 6   | 5  | 3  | 0  | 2  | 7  | 4  | 3   |
| 4.  | Nacional de Eléctricos - Phelp Dodge | 5   | 5  | 2  | 1  | 2  | 7  | 8  | -2  |
| 5.  | Maracaneiros - Multirepuestos Bosa   | 4   | 5  | 2  | 0  | 3  | 8  | 10 | -2  |
| 6.  | Caterpillar Motor                    | 1   | 5  | 0  | 1  | 4  | 6  | 10 | -4  |

### Partido por el título
| 23 de enero de 2011, 11:00 | Centenario - Kimo        | 1:0 (1:0) | La Equidad | Parque Estadio Olaya Herrera, Bogotá |  |
|                            | Ricardo 'Gato' Pérez 17' | Reporte   |            |                                      |  |

### Cuadro de honor
- Goleador: Andrés Cerquera (Maracaneiros - Multirepuestos Bosa), 7 goles.
- Mejor jugador: Marcos Yamid Morales (Maracaneiros - Multirepuestos Bosa).
- Arquero menos vencido: Eulín Fabián Carabalí (Monserrate), 4 goles.

## Temporada 2009-2010
En el torneo 2009-2010 participaron ocho equipos con motivo de la celebración de los 50 años del torneo.
- Tabla final de posiciones actualizada el 17 de enero de 2010.[25]

| Pos | Equipo                               | Pts | PJ | PG | PE | PP | GF | GC | Dif |
| --- | ------------------------------------ | --- | -- | -- | -- | -- | -- | -- | --- |
| 1.  | Selección Bogotá - IDRD              | 10  | 7  | 5  | 0  | 2  | 12 | 5  | 7   |
| 2.  | La Equidad - Saludcoop               | 9   | 7  | 4  | 1  | 2  | 14 | 10 | 4   |
| 3.  | Nacional de Eléctricos - Phelp Dodge | 9   | 7  | 4  | 1  | 2  | 11 | 8  | 3   |
| 4.  | Olaya Herrera - Kimo                 | 7   | 7  | 3  | 1  | 3  | 10 | 9  | 1   |
| 5.  | Maracaneiros - Multirepuestos Bosa   | 7   | 7  | 2  | 3  | 2  | 14 | 12 | 2   |
| 6.  | Caterpillar Motor - Juanito Moreno   | 6   | 7  | 3  | 0  | 4  | 7  | 11 | -4  |
| 7.  | Centenario - Ecopetrol               | 6   | 7  | 3  | 0  | 4  | 6  | 7  | -1  |
| 8.  | Monserrate - Venus Albeiro Silva     | 2   | 7  | 0  | 2  | 5  | 6  | 18 | -12 |

- Goleador: Óscar Díaz (Nacional de Eléctricos - Phelp Dodge), 6 goles.
- Mejor jugador: Johan Sebastián Duarte (Monserrate - Venus Albeiro Silva).
- Revelación: Juan Daniel Roa (Centenario - Kimo).
- Arquero menos vencido: Sergio Gutiérrez (Selección Bogotá - IDRD), 5 goles.

## Temporada 2008-2009
- Tabla final de posiciones actualizada el 19 de enero de 2009.[27]

| Pos | Equipo                             | Pts | PJ | PG | PE | PP | GF | GC | Dif |
| --- | ---------------------------------- | --- | -- | -- | -- | -- | -- | -- | --- |
| 1.  | Nacional de Eléctricos             | 7   | 5  | 2  | 3  | 0  | 9  | 7  | 2   |
| 2.  | Maracaneiros - Multirepuestos Bosa | 6   | 5  | 2  | 2  | 1  | 11 | 10 | 1   |
| 3.  | Monserrate - Real Bogotá           | 6   | 5  | 2  | 2  | 1  | 9  | 7  | 2   |
| 4.  | La Equidad                         | 5   | 5  | 2  | 1  | 2  | 6  | 6  | 0   |
| 5.  | Centenario - Ecopetrol             | 3   | 5  | 1  | 1  | 3  | 10 | 12 | -2  |
| 6.  | Olaya Herrera                      | 3   | 5  | 0  | 3  | 2  | 5  | 8  | -3  |

- Goleador: Andrés Cerquera (Monserrate – Real Bogotá), 6 goles.
- Mejor jugador: Darwin Díaz (Nacional de Eléctricos).
- Revelación: Juan José Mantilla (Nacional de Eléctricos).
- Arquero menos vencido: Diego Novoa (La Equidad), 6 goles.

## Temporada 2007-2008
| Pos | Equipo                                  | Pts | PJ | PG | PE | PP | GF | GC | Dif |
| --- | --------------------------------------- | --- | -- | -- | -- | -- | -- | -- | --- |
| 1.  | Maracaneiros - Multirepuestos Bosa      | 7   | 5  | 2  | 3  | 0  | 8  | 3  | 6   |
| 2.  | Centenario - Club Ecopetrol             | 5   | 5  | 2  | 1  | 2  | 7  | 5  | 3   |
| 3.  | Olaya Herrera - Real Bogotá             | 5   | 5  | 2  | 1  | 2  | 6  | 6  | 2   |
| 4.  | Monserrate                              | 4   | 5  | 1  | 2  | 2  | 5  | 5  | 0   |
| 5.  | La Equidad                              | 4   | 5  | 1  | 2  | 2  | 4  | 7  | -3  |
| 6.  | Caterpillar Motor - Cater Diésel Procom | 3   | 5  | 1  | 1  | 3  | 5  | 9  | -4  |

## Temporada 2006-2007
| Pos | Equipo                                    | Pts | PJ | PG | PE | PP | GF | GC | Dif |
| --- | ----------------------------------------- | --- | -- | -- | -- | -- | -- | -- | --- |
| 1.  | Centenario - Kimo                         | 7   | 5  | 3  | 1  | 1  | 8  | 3  | 5   |
| 2.  | Caterpillar Motor - Universidad Distrital | 5   | 5  | 2  | 1  | 2  | 7  | 5  | 2   |
| 3.  | La Equidad                                | 5   | 5  | 2  | 1  | 2  | 6  | 6  | 1   |
| 4.  | Olaya Herrera - Sotrandes                 | 4   | 5  | 1  | 2  | 2  | 5  | 5  | 0   |
| 5.  | Maracaneiros - Multirepuestos Bosa        | 4   | 5  | 1  | 2  | 2  | 4  | 7  | -3  |
| 6.  | Nacional de Eléctricos - Phelps Dodge     | 4   | 5  | 1  | 2  | 2  | 5  | 9  | -4  |

### Partido por el descenso
| 28 de enero de 2007 | Maracaneiros - Multirepuestos Bosa | N/A     | Nacional de Eléctricos - Phelps Dodge | Parque Estadio Olaya Herrera, Bogotá |  |
|                     |                                    | Reporte |                                       |                                      |  |

## Temporada 2005-2006
| Pos | Equipo                 | Pts | PJ | PG | PE | PP | GF | GC | Dif |
| --- | ---------------------- | --- | -- | -- | -- | -- | -- | -- | --- |
| 1.  | La Equidad             | 7   | 5  | 3  | 1  | 1  | 8  | 3  | 6   |
| 2.  | Olaya Herrera          | 6   | 5  | 3  | 0  | 2  | 7  | 5  | 3   |
| 3.  | Nacional de Eléctricos | 5   | 5  | 2  | 1  | 2  | 6  | 6  | 2   |
| 4.  | Maracaneiros           | 5   | 5  | 1  | 3  | 1  | 5  | 5  | 0   |
| 5.  | Centenario             | 3   | 5  | 0  | 3  | 2  | 4  | 7  | -3  |
| 6.  | Monserrate             | 2   | 5  | 0  | 2  | 3  | 5  | 9  | -4  |

## Temporada 2004-2005
| Pos | Equipo                                    | Pts | PJ | PG | PE | PP | GF | GC | Dif |
| --- | ----------------------------------------- | --- | -- | -- | -- | -- | -- | -- | --- |
| 1.  | La Equidad                                | 8   | 5  | 3  | 2  | 0  | 8  | 3  | 6   |
| 2.  | Montaña y Fandiño - Maracaneiros          | 7   | 5  | 3  | 1  | 1  | 7  | 5  | 3   |
| 3.  | Olaya Herrera - KOPA                      | 6   | 5  | 2  | 2  | 1  | 6  | 6  | 2   |
| 4.  | Monserrate                                | 5   | 5  | 1  | 3  | 1  | 5  | 5  | 0   |
| 5.  | Nacional de Eléctricos                    | 4   | 5  | 0  | 4  | 1  | 4  | 7  | -3  |
| 6.  | Caterpillar Motor - Kodiak La Sexta Barsa | 2   | 5  | 0  | 2  | 3  | 5  | 9  | -4  |

## Temporada 2003-2004
| Pos | Equipo                                    | Pts | PJ | PG | PE | PP | GF | GC | Dif |
| --- | ----------------------------------------- | --- | -- | -- | -- | -- | -- | -- | --- |
| 1.  | Nacional de Eléctricos - Santa Fe         | 7   | 5  | 2  | 3  | 0  | 8  | 3  | 6   |
| 2.  | Caterpillar Motor - Kodiak La Sexta Barsa | 7   | 5  | 2  | 3  | 0  | 7  | 5  | 3   |
| 3.  | Montaña y Fandiño - Universidad Incca     | 5   | 5  | 2  | 2  | 1  | 6  | 6  | 2   |
| 4.  | La Equidad                                | 4   | 5  | 1  | 2  | 2  | 5  | 5  | 0   |
| 5.  | Monserrate                                | 4   | 5  | 1  | 2  | 2  | 4  | 7  | -3  |
| 6.  | Centenario - Unión Capital                | 3   | 5  | 1  | 1  | 3  | 5  | 9  | -4  |

### Partido por el título
| 25 de enero de 2004 | Nacional de Eléctricos - Santa Fe | 0:1 (0:0) | Caterpillar Motor - Kodiak La Sexta Barsa | Parque Estadio Olaya Herrera, Bogotá |  |
|                     |                                   |           | Édison Linares 85'                        |                                      |  |

## Temporada 2002-2003
| Pos | Equipo                                    | Pts | PJ | PG | PE | PP | GF | GC | Dif |
| --- | ----------------------------------------- | --- | -- | -- | -- | -- | -- | -- | --- |
| 1.  | Seguros La Equidad                        | 7   | 5  | 3  | 1  | 1  | 8  | 3  | 5   |
| 2.  | Nacional de Eléctricos - Santa Fe         | 6   | 5  | 2  | 2  | 1  | 7  | 5  | 2   |
| 3.  | Caterpillar Motor - Kodiak La Sexta Barsa | 5   | 5  | 2  | 1  | 2  | 6  | 6  | 1   |
| 4.  | Monserrate - Universidad Incca            | 4   | 5  | 1  | 2  | 2  | 5  | 5  | 0   |
| 5.  | Centenario - Sonapi                       | 4   | 5  | 1  | 2  | 2  | 4  | 7  | -3  |
| 6.  | Olaya Herrera - Cerveza Águila            | 4   | 5  | 0  | 4  | 1  | 5  | 9  | -4  |

### Partido por el descenso
| 19 de enero de 2003 | Centenario - Sonapi | 1:0 (0:0) | Olaya Herrera - Cerveza Águila | Parque Estadio Olaya Herrera, Bogotá |  |

## Temporada 2001-2002
| Pos | Equipo                                       | Pts | PJ | PG | PE | PP | GF | GC | Dif |
| --- | -------------------------------------------- | --- | -- | -- | -- | -- | -- | -- | --- |
| 1.  | Seguros La Equidad                           | 6   | 5  | 3  | 0  | 2  | 8  | 3  | 6   |
| 2.  | Centenario - Sonapi                          | 6   | 5  | 2  | 2  | 1  | 7  | 5  | 3   |
| 3.  | Caterpillar Motor - Kodiak Universidad Incca | 6   | 5  | 2  | 2  | 1  | 6  | 6  | 2   |
| 4.  | Olaya Herrera - Santa Fe Cerveza Águila      | 5   | 5  | 1  | 3  | 1  | 5  | 5  | 0   |
| 5.  | Monserrate - Millonarios Fair Play           | 4   | 5  | 1  | 2  | 2  | 4  | 7  | -3  |
| 6.  | Montaña y Fandiño - Sorteo Extra de Colombia | 3   | 5  | 1  | 1  | 3  | 5  | 9  | -4  |

### Partido por el título
| 20 de enero de 2002 | Centenario - Sonapi | 1:1 (1:1) (4:3 p.) | Seguros La Equidad       | Parque Estadio Olaya Herrera, Bogotá |  |
|                     | Raúl Pinilla 7'     |                    | Daniel Molano 23' (pen.) |                                      |  |

## Temporada 2000-2001
| Pos | Equipo                               | Pts | PJ | PG | PE | PP | GF | GC | Dif |
| --- | ------------------------------------ | --- | -- | -- | -- | -- | -- | -- | --- |
| 1.  | Seguros La Equidad                   | 9   | 5  | 4  | 1  | 0  | 8  | 3  | 5   |
| 2.  | Olaya Herrera - Súper Drogas         | 8   | 5  | 3  | 2  | 0  | 7  | 5  | 2   |
| 3.  | Centenario - Universidad Incca       | 5   | 5  | 2  | 1  | 2  | 6  | 6  | 0   |
| 4.  | Montaña y Fandiño - Sonapi           | 4   | 5  | 1  | 2  | 2  | 5  | 5  | 0   |
| 5.  | Caterpillar Motor - U. Nacional-DIAN | 2   | 5  | 0  | 2  | 3  | 4  | 7  | -3  |
| 6.  | Nacional de Eléctricos - Kiwi        | 2   | 5  | 0  | 2  | 3  | 5  | 9  | -4  |

### Partido por el descenso
| 21 de enero de 2001 | Caterpillar Motor - U. Nacional-DIAN | N/A     | Nacional de Eléctricos - Kiwi | Parque Estadio Olaya Herrera, Bogotá |  |
|                     |                                      | Reporte |                               |                                      |  |

## Temporada 1999-2000
| Pos | Equipo                            | Pts | PJ | PG | PE | PP | GF | GC | Dif |
| --- | --------------------------------- | --- | -- | -- | -- | -- | -- | -- | --- |
| 1.  | Olaya Herrera - Mega Banco        | 8   | 5  | 3  | 2  | 0  | 8  | 3  | 6   |
| 2.  | Seguros La Equidad                | 7   | 5  | 2  | 3  | 0  | 7  | 5  | 3   |
| 3.  | Centenario - Santa Fe             | 6   | 5  | 3  | 0  | 2  | 6  | 6  | 2   |
| 4.  | Montaña y Fandiño - Súper Drogas  | 5   | 5  | 1  | 3  | 1  | 5  | 5  | 0   |
| 5.  | Caterpillar Motor - La Sexta      | 3   | 5  | 0  | 3  | 2  | 4  | 7  | -3  |
| 6.  | Monserrate - Cambios Country S.A. | 1   | 5  | 0  | 1  | 4  | 5  | 9  | -4  |

## Temporada 1998-1999
| Pos | Equipo                           | Pts | PJ | PG | PE | PP | GF | GC | Dif |
| --- | -------------------------------- | --- | -- | -- | -- | -- | -- | -- | --- |
| 1.  | Montaña y Fandiño - Súper Drogas | 8   | 5  | 4  | 0  | 1  | 8  | 3  | 5   |
| 2.  | Olaya Herrera - Coopdesarrollo   | 6   | 5  | 2  | 2  | 1  | 7  | 5  | 2   |
| 3.  | Seguros La Equidad               | 6   | 5  | 2  | 2  | 1  | 6  | 6  | 0   |
| 4.  | Centenario - Academia Bogotana   | 5   | 5  | 1  | 3  | 1  | 5  | 5  | 0   |
| 5.  | Monserrate - La 9 Millonaria     | 3   | 5  | 0  | 3  | 2  | 4  | 7  | -3  |
| 6.  | Nacional de Eléctricos           | 2   | 5  | 0  | 2  | 3  | 5  | 9  | -4  |

## Temporada 1997-1998
| Pos | Equipo                                       | Pts | PJ | PG | PE | PP | GF | GC | Dif |
| --- | -------------------------------------------- | --- | -- | -- | -- | -- | -- | -- | --- |
| 1.  | Montaña y Fandiño - Súper Drogas             | 7   | 5  | 3  | 1  | 1  | 8  | 3  | 5   |
| 2.  | Centenario - El Cóndor                       | 6   | 5  | 3  | 0  | 2  | 7  | 5  | 2   |
| 3.  | Olaya Herrera - Coopdesarrollo               | 6   | 5  | 2  | 2  | 1  | 6  | 6  | 0   |
| 4.  | Seguros La Equidad                           | 5   | 5  | 1  | 3  | 1  | 5  | 5  | 0   |
| 5.  | Apuestas Monserrate - Viajes y Turismo Volar | 4   | 5  | 0  | 4  | 1  | 4  | 7  | -3  |
| 6.  | Caterpillar Motor - Juan José Chaux Mosquera | 2   | 5  | 0  | 2  | 3  | 5  | 9  | -4  |

## Temporada 1996-1997
| Pos | Equipo                              | Pts | PJ | PG | PE | PP | GF | GC | Dif |
| --- | ----------------------------------- | --- | -- | -- | -- | -- | -- | -- | --- |
| 1.  | Montaña y Fandiño - Lácteos Perijá  | 7   | 5  | 3  | 1  | 1  | 8  | 3  | 6   |
| 2.  | Centenario - Santa Fe               | 7   | 5  | 3  | 1  | 1  | 7  | 5  | 3   |
| 3.  | Caterpillar Motor - Gráficas Jaiber | 5   | 5  | 2  | 1  | 2  | 6  | 6  | 2   |
| 4.  | Olaya Herrera - Coopdesarrollo      | 5   | 5  | 1  | 3  | 1  | 5  | 5  | 2   |
| 5.  | Seguros La Equidad                  | 4   | 5  | 1  | 2  | 2  | 4  | 7  | -3  |
| 6.  | Nacional de Eléctricos              | 2   | 5  | 0  | 2  | 3  | 5  | 9  | -4  |

### Partido por el título
| 19 de enero de 1997 | Montaña y Fandiño - Lácteos Perijá                                 | 0:0 (0:0) (4:2 p.)         | Centenario - Santa Fe                                               | Parque Estadio Olaya Herrera, Bogotá |  |
|                     |                                                                    |                            |                                                                     | Árbitro(s): Juan Bernal              |  |
|                     |                                                                    | Tiros desde el punto penal |                                                                     |                                      |  |
|                     | Néstor Vásquez · Germán Díaz · Jesús Castiblanco · Alonso Palacios |                            | Pedro Portocarrero · Nelson Guzmán · Marco Riascos · Andrés Álvarez |                                      |  |

## Temporada 1995-1996
| Pos | Equipo                         | Pts | PJ | PG | PE | PP | GF | GC | Dif |
| --- | ------------------------------ | --- | -- | -- | -- | -- | -- | -- | --- |
| 1.  | Caterpillar Motor - Coacrédito | 8   | 5  | 3  | 2  | 0  | 14 | 4  | 7   |
| 2.  | Seguros La Equidad             | 6   | 5  | 2  | 2  | 1  | 8  | 11 | 4   |
| 3.  | Olaya Herrera - Construyecoop  | 5   | 5  | 1  | 3  | 1  | 3  | 3  | 0   |
| 4.  | Centenario - Santa Fe          | 4   | 5  | 2  | 1  | 2  | 3  | 4  | -1  |
| 5.  | Nacional de Eléctricos         | 4   | 5  | 1  | 2  | 2  | 9  | 12 | -3  |
| 6.  | Apuestas Monserrate            | 3   | 5  | 1  | 1  | 3  | 8  | 8  | 0   |

## Temporada 1994-1995
| Pos | Equipo                 | Pts | PJ | PG | PE | PP | GF | GC | Dif |
| --- | ---------------------- | --- | -- | -- | -- | -- | -- | -- | --- |
| 1.  | Nacional de Eléctricos | 10  | 5  | 5  | 0  | 0  | 14 | 4  | 10  |
| 2.  | Centenario - Santa Fe  | 5   | 5  | 2  | 1  | 2  | 8  | 11 | -3  |
| 3.  | Caterpillar Motor      | 5   | 5  | 1  | 3  | 1  | 3  | 3  | 0   |
| 4.  | Apuestas Monserrate    | 4   | 5  | 1  | 2  | 2  | 3  | 4  | -1  |
| 5.  | Seguros La Equidad     | 4   | 5  | 1  | 2  | 2  | 9  | 12 | -3  |
| 6.  | Montaña y Fandiño      | 2   | 5  | 0  | 2  | 3  | 8  | 8  | 0   |

## Temporada 1993-1994
| Pos | Equipo                 | Pts | PJ | PG | PE | PP |  |
| --- | ---------------------- | --- | -- | -- | -- | -- |  |
| 1.  | Centenario - Santa Fe  | 8   | 5  | 3  | 2  | 0  |  |
| 2.  | Seguros La Equidad     | 7   | 5  | 2  | 3  | 0  |  |
| 3.  | Nacional de Eléctricos | 7   | 5  | 3  | 1  | 2  |  |
| 4.  | Montaña y Fandiño      | 4   | 5  | 1  | 2  | 2  |  |
| 5.  | Apuestas Monserrate    | 3   | 5  | 0  | 3  | 2  |  |
| 6.  | Olaya Herrera          | 2   | 5  | 0  | 2  | 3  |  |

## Temporada 1992-1993
| Pos | Equipo                    | Pts | PJ | PG | PE | PP | GF | GC | Dif |
| --- | ------------------------- | --- | -- | -- | -- | -- | -- | -- | --- |
| 1.  | Apuestas Monserrate       | 7   | 5  | 3  | 1  | 1  | 8  | 3  | 5   |
| 2.  | Olaya Herrera - Sonapi 36 | 6   | 5  | 2  | 2  | 1  | 7  | 5  | 2   |
| 3.  | Nacional de Eléctricos    | 6   | 5  | 2  | 2  | 1  | 6  | 6  | 0   |
| 4.  | Montaña y Fandiño         | 5   | 5  | 1  | 3  | 2  | 5  | 5  | 0   |
| 5.  | Caterpillar Motor         | 3   | 5  | 1  | 1  | 3  | 4  | 7  | -3  |
| 6.  | Seguros La Equidad        | 3   | 5  | 0  | 3  | 2  | 5  | 9  | -4  |

### Partido por el descenso
| 24 de enero de 1993 | Caterpillar Motor                          | 2:3 (1:2) | Seguros La Equidad                           | Parque Estadio Olaya Herrera, Bogotá |                           |
|                     | Holman Borráiz 8' · Eder Romero 53' (pen.) | Reporte   | Germán Portela 32', 43' · Arnulfo Cuervo 73' | Árbitro(s): Harold Zapata            | Árbitro(s): Harold Zapata |

## Temporada 1991-1992
| Pos | Equipo                                          | Pts | PJ | PG | PE | PP | GF | GC | Dif |
| --- | ----------------------------------------------- | --- | -- | -- | -- | -- | -- | -- | --- |
| 1.  | Imprenta Nueva Granada - Nacional de Eléctricos | 9   | 5  | 4  | 1  | 0  | 8  | 3  | 5   |
| 2.  | Caterpillar Motor                               | 8   | 5  | 3  | 2  | 0  | 7  | 5  | 2   |
| 3.  | Apuestas Monserrate                             | 6   | 5  | 2  | 2  | 1  | 6  | 6  | 0   |
| 4.  | Olaya Herrera - Macanguro                       | 3   | 5  | 1  | 1  | 3  | 5  | 5  | 0   |
| 5.  | Seguros La Equidad                              | 3   | 5  | 0  | 3  | 2  | 4  | 7  | -3  |
| 6.  | Centenario - Conapi Sonapi                      | 1   | 5  | 0  | 1  | 4  | 5  | 9  | -4  |

## Temporada 1990-1991
| Pos | Equipo                              | Pts | PJ | PG | PE | PP | GF | GC | Dif |
| --- | ----------------------------------- | --- | -- | -- | -- | -- | -- | -- | --- |
| 1.  | Apuestas Monserrate - Conapi Sonapi | 7   | 5  | 3  | 1  | 0  | 8  | 3  | 5   |
| 2.  | Olaya Herrera - Laboratorios Biogen | 6   | 5  | 2  | 2  | 1  | 7  | 5  | 2   |
| 3.  | Centenario - Academia Bogotana      | 6   | 5  | 2  | 2  | 1  | 6  | 6  | 0   |
| 4.  | Seguros La Equidad                  | 5   | 5  | 1  | 3  | 2  | 5  | 5  | 0   |
| 5.  | Caterpillar Motor                   | 4   | 5  | 1  | 2  | 2  | 4  | 7  | -3  |
| 6.  | Montaña y Fandiño                   | 2   | 5  | 0  | 2  | 3  | 5  | 9  | -4  |

## Temporada 1989-1990
| Pos | Equipo                              | Pts | PJ | PG | PE | PP | GF | GC | Dif |
| --- | ----------------------------------- | --- | -- | -- | -- | -- | -- | -- | --- |
| 1.  | Apuestas Monserrate                 | 8   | 5  | 4  | 0  | 1  | 10 | 4  | 6   |
| 2.  | Centenario - Nacional de Eléctricos | 6   | 5  | 2  | 2  | 1  | 7  | 4  | 3   |
| 3.  | Olaya Herrera - Cóndor              | 5   | 5  | 1  | 3  | 1  | 6  | 6  | 0   |
| 4.  | Caterpillar Motor                   | 5   | 5  | 2  | 1  | 2  | 8  | 10 | -2  |
| 5.  | Seguros La Equidad                  | 3   | 5  | 1  | 1  | 3  | 3  | 6  | -3  |
| 6.  | Imprenta Nueva Granada - Indicol    | 3   | 5  | 1  | 1  | 3  | 4  | 8  | -4  |

### Partido por el descenso
| 28 de enero de 1990 | Seguros La Equidad | 1:0     | Imprenta Nueva Granada - Indicol | Parque Estadio Olaya Herrera, Bogotá |  |
|                     |                    | Reporte |                                  |                                      |  |

## Temporada 1988-1989
| Pos | Equipo              | Pts |
| --- | ------------------- | --- |
| 1.  | Apuestas Monserrate | 8   |
| 2.  | Seguros La Equidad  | 7   |
| 3.  | Olaya Herrera       | 6   |
| 4.  | Centenario - Tures  | 4   |
| 5.  | Caterpillar Motor   | 3   |
| 6.  | Montaña y Fandiño   | 2   |

## Temporada 1987-1988
| Pos | Equipo                    | Pts | PJ | PG | PE | PP | GF | GC | Dif |
| --- | ------------------------- | --- | -- | -- | -- | -- | -- | -- | --- |
| 1.  | Apuestas Monserrate       | 7   | 5  | 3  | 1  | 1  | 7  | 4  | 3   |
| 2.  | Centenario - Tures        | 7   | 5  | 2  | 3  | 0  | 4  | 2  | 2   |
| 3.  | Seguros La Equidad        | 5   | 5  | 1  | 3  | 1  | 5  | 5  | 0   |
| 4.  | Caterpillar Motor         | 5   | 5  | 1  | 3  | 1  | 5  | 6  | -1  |
| 5.  | Agencia de Aduanas        | 3   | 5  | 0  | 3  | 2  | 2  | 3  | -1  |
| 6.  | Olaya Herrera - Coca Cola | 3   | 5  | 0  | 3  | 2  | 4  | 6  | -2  |

### Partido por el título
| 24 de enero de 1988, | Apuestas Monserrate                                           | 4:4 (2:1) (1:4 p.) | Centenario Tures                                  | Parque Estadio Olaya Herrera, Bogotá |  |
|                      | Salas 22' · Abuanza 45' · Aberlardo Ramírez 70' · Garcés 105' | Reporte            | John Pinto 17' (48), 82' · Adolfo León Gómez 112' |                                      |  |

### Partido por el descenso
| 24 de enero de 1988 | Agencia de Aduanas | 2:4     | Olaya Herrera Coca-Cola | Parque Estadio Olaya Herrera, Bogotá |  |
|                     |                    | Reporte |                         |                                      |  |

## Temporada 1986-1987
| Pos | Equipo                 | Pts | PJ | PG | PE | PP | GF | GC | Dif |
| --- | ---------------------- | --- | -- | -- | -- | -- | -- | -- | --- |
| 1.  | Centenario             | 8   | 5  | 3  | 2  | 0  | 6  | 2  | 4   |
| 2.  | Seguros La Equidad     | 7   | 5  | 3  | 1  | 1  | 4  | 2  | 2   |
| 3.  | Monserrate             | 6   | 5  | 3  | 0  | 2  | 9  | 4  | 5   |
| 4.  | Olaya Herrera          | 4   | 5  | 1  | 1  | 3  | 5  | 7  | -2  |
| 5.  | Imprenta Nueva Granada | 3   | 5  | 0  | 3  | 2  | 3  | 8  | -5  |
| 6.  | Montaña y Fandiño      | 2   | 5  | 0  | 2  | 3  | 3  | 7  | -4  |

## Temporada 1985-1986
| Pos | Equipo                                | Pts |
| --- | ------------------------------------- | --- |
| 1.  | Olaya Herrera - Millonarios           | 9   |
| 2.  | Imprenta Nueva Granada - T.F. Caracol | 6   |
| 3.  | Representaciones Calderón             | 6   |
| 4.  | Centenario                            | 5   |
| 5.  | Seguros La Equidad - Santa Fe         | 2   |
| 6.  | Caterpillar Motor                     | 2   |

### Partido por el descenso
| 19 de enero de 1986 | Seguros La Equidad - Santa Fe | 1:0     | Caterpillar Motor | Parque Estadio Olaya Herrera, Bogotá |  |
|                     |                               | Reporte |                   |                                      |  |

## Temporada 1984-1985
| Pos | Equipo                           | Pts |
| --- | -------------------------------- | --- |
| 1.  | Olaya Herrera - Millonarios      | 9   |
| 2.  | Representaciones Calderón        | 8   |
| 3.  | Imprenta Nueva Granada - Caracol | 5   |
| 4.  | Caterpillar Motor                | 3   |
| 5.  | Centenario - Suplast             | 3   |
| 6.  | Productos Lácteos Perijá         | 2   |

## Temporada 1983-1984
| Pos | Equipo             | Pts |
| --- | ------------------ | --- |
| 1.  | Maracaneiro        | 7   |
| 2.  | Amenaza Verde      | 5   |
| 3.  | Olaya Herrera      | 5   |
| 4.  | Caterpillar Motor  | 5   |
| 5.  | Centenario         | 4   |
| 6.  | Seguros La Equidad | 4   |

### Partido por el segundo lugar
| 21 de enero de 1984 | Amenaza Verde                 | 2:2 (2:1) (4:2 p.) | Olaya Herrera              | Parque Estadio Olaya Herrera, Bogotá |  |
|                     | Orlando Arévalo · Daniel Ruiz | Reporte            | Oscar Bedoya · Víctor Rozo |                                      |  |

## Temporada 1982-1983
| Pos | Equipo                  | Pts |
| --- | ----------------------- | --- |
| 1.  | Seguros La Equidad      | 8   |
| 2.  | Caterpillar Motor       | 7   |
| 3.  | Solfer y Compañía River | 6   |
| 4.  | Centenario              | 4   |
| 5.  | Amenaza Verde           | 3   |
| 6.  | Inversiones Cubillos    | 2   |

## Temporada 1981-1982
| Pos | Equipo               | Pts | PJ | PG | PE | PP | GF | GC | Dif |
| --- | -------------------- | --- | -- | -- | -- | -- | -- | -- | --- |
| 1.  | Solfer y Compañía    | 8   | 5  | 4  | 0  | 1  | 14 | 3  | 11  |
| 2.  | Inversiones Cubillos | 5   | 5  | 2  | 1  | 2  | 7  | 7  | 0   |
| 3.  | Caterpillar Motor    | 5   | 5  | 2  | 1  | 2  | 5  | 6  | -1  |
| 4.  | Centenario           | 5   | 5  | 2  | 1  | 2  | 5  | 9  | -4  |
| 5.  | Amenaza Verde        | 4   | 5  | 0  | 4  | 1  | 6  | 9  | -3  |
| 6.  | Olaya Herrera        | 3   | 5  | 1  | 1  | 3  | 7  | 10 | -3  |

## Temporada 1980-1981
| Pos | Equipo                 | Pts |
| --- | ---------------------- | --- |
| 1.  | Imprenta Nueva Granada | 8   |
| 2.  | Solfer y Compañía      | 8   |
| 3.  | Caterpillar Motor      | 6   |
| 4.  | Amenaza Verde          | 6   |
| 5.  | Tienda de la Moda      | 2   |
| 6.  | Seguros Liberty        | 0   |

### Partido por el título
| 25 de enero de 1981 | Imprenta Nueva Granada | 1:2 (0:0) | Solfer y Compañía            | Parque Estadio Olaya Herrera, Bogotá |                         |
|                     | Enrique Marínes 63'    | Reporte   | Hernán Villa 58', 72' (pen.) | Árbitro(s): Luis Bernal              | Árbitro(s): Luis Bernal |

## Temporada 1979-1980
| Pos | Equipo                 | Pts |
| --- | ---------------------- | --- |
| 1.  | Imprenta Nueva Granada | 9   |
| 2.  | Centenario             | 7   |
| 3.  | Productos Dares        | 4   |
| 4.  | Libreta de Plata       | 4   |
| 5.  | Caterpillar Motor      | 3   |
| 6.  | Olaya Herrera          | 2   |

## Temporada 1978-1979
| Pos | Equipo                 | Pts |
| --- | ---------------------- | --- |
| 1.  | Fotorres               | 7   |
| 2.  | Libreta de Plata       | 7   |
| 3.  | Imprenta Nueva Granada | 6   |
| 4.  | Centenario             | 5   |
| 5.  | Olaya Herrera          | 3   |
| 6.  | Super Drogas           | 2   |

### Partido por el título
| 21 de enero de 1979 | Libreta de Plata                                       | 3:2     | Fotorres                  | Parque Estadio Olaya Herrera, Bogotá |  |
|                     | Ferney Balanta 15' · De La Torre 24' · De La Torre 64' | Reporte | Muñoz 28' · Velásquez 61' |                                      |  |

## Temporada 1977-1978
| Pos | Equipo                 | Pts |
| --- | ---------------------- | --- |
| 1.  | Imprenta Nueva Granada | 9   |
| 2.  | Súper Drogas           | 8   |
| 3.  | Olaya Herrera          | 6   |
| 4.  | Fotorres               | 3   |
| 5.  | Centenario             | 3   |
| 6.  | Atlético El Sol        | 1   |

## Temporada 1976-1977
| Pos | Equipo                 | Pts | PJ | PG | PE | PP | GF | GC | Dif |
| --- | ---------------------- | --- | -- | -- | -- | -- | -- | -- | --- |
| 1.  | Súper Drogas           | 8   | 5  | 3  | 2  | 0  | 5  | 1  | 4   |
| 2.  | Olaya Herrera          | 7   | 5  | 3  | 1  | 1  | 6  | 2  | 4   |
| 3.  | Sindicato Ley          | 5   | 5  | 2  | 1  | 2  | 7  | 4  | 3   |
| 4.  | Imprenta Nueva Granada | 5   | 5  | 2  | 1  | 2  | 9  | 11 | -2  |
| 5.  | Centenario             | 3   | 5  | 0  | 3  | 2  | 5  | 9  | -4  |
| 6.  | Libreta de Plata       | 3   | 5  | 0  | 3  | 2  | 3  | 9  | -6  |

## Temporada 1975-1976
| Pos | Equipo                 | Pts | PJ | PG | PE | PP | GF | GC | Dif |
| --- | ---------------------- | --- | -- | -- | -- | -- | -- | -- | --- |
| 1.  | Pijaos                 | 9   | 5  | 4  | 1  | 0  | 15 | 8  | 7   |
| 2.  | Sindicato Ley          | 6   | 5  | 3  | 0  | 2  | 6  | 7  | -1  |
| 3.  | Imprenta Nueva Granada | 5   | 5  | 2  | 1  | 2  | 7  | 6  | 1   |
| 4.  | Centenario             | 4   | 5  | 2  | 0  | 3  | 6  | 9  | -3  |
| 5.  | Libreta de Plata       | 3   | 5  | 1  | 1  | 3  | 7  | 9  | -2  |
| 6.  | Fotorres               | 3   | 5  | 1  | 1  | 3  | 6  | 9  | -3  |

## Temporada 1974-1975
| Pos | Equipo                 | Pts | PJ | PG | PE | PP | GF | GC | Dif |
| --- | ---------------------- | --- | -- | -- | -- | -- | -- | -- | --- |
| 1.  | Sindicato Ley          | 9   | 5  | 4  | 1  | 0  | 9  | 3  | 6   |
| 2.  | Imprenta Nueva Granada | 7   | 5  | 2  | 0  | 3  | 18 | 7  | 11  |
| 3.  | Fotorres               | 6   | 5  | 3  | 0  | 2  | 14 | 9  | 5   |
| 4.  | Pijaos                 | 5   | 5  | 2  | 1  | 2  | 15 | 3  | 12  |
| 5.  | Centenario             | 3   | 5  | 1  | 1  | 3  | 5  | 6  | -1  |
| 6.  | Olaya Herrera          | 0   | 5  | 0  | 0  | 5  | 3  | 26 | -23 |

## Temporada 1973-1974
| Pos | Equipo                 | Pts | PJ | PG | PE | PP | GF | GC | Dif |
| --- | ---------------------- | --- | -- | -- | -- | -- | -- | -- | --- |
| 1.  | Sindicato Ley          | 10  | 5  | 5  | 0  | 0  | 15 | 3  | 12  |
| 2.  | Fotorres               | 6   | 5  | 2  | 2  | 1  | 6  | 4  | 2   |
| 3.  | Olaya Herrera          | 5   | 5  | 2  | 1  | 2  | 6  | 7  | -1  |
| 4.  | Imprenta Nueva Granada | 5   | 5  | 2  | 1  | 2  | 3  | 5  | -2  |
| 5.  | Centenario             | 2   | 5  | 0  | 2  | 3  | 4  | 8  | -4  |
| 6.  | Credinal               | 2   | 5  | 0  | 2  | 3  | 4  | 11 | -7  |

## Temporada 1972-1973
| Pos | Equipo          | Pts | PJ | PG | PE | PP | GF | GC | Dif |
| --- | --------------- | --- | -- | -- | -- | -- | -- | -- | --- |
| 1.  | Sindicato Ley   | 10  | 5  | 5  | 0  | 0  | 17 | 5  | 12  |
| 2.  | Fotorres        | 7   | 5  | 3  | 1  | 1  | 10 | 6  | 4   |
| 3.  | Centenario      | 6   | 5  | 2  | 2  | 1  | 11 | 10 | 1   |
| 4.  | Olaya Herrera   | 4   | 5  | 1  | 2  | 2  | 4  | 8  | -4  |
| 5.  | Credinal        | 2   | 5  | 0  | 2  | 3  | 9  | 12 | -3  |
| 6.  | Calzado Juvenil | 1   | 5  | 0  | 1  | 4  | 7  | 16 | -9  |

## Temporada 1971-1972
| Pos | Equipo          | Pts | PJ | PG | PE | PP | GF | GC | Dif |
| --- | --------------- | --- | -- | -- | -- | -- | -- | -- | --- |
| 1.  | Centenario      | 7   | 5  | 3  | 2  | 0  | 7  | 2  | 5   |
| 2.  | Calzado Juvenil | 6   | 5  | 3  | 0  | 2  | 8  | 8  | 0   |
| 3.  | Credinal        | 5   | 5  | 2  | 1  | 1  | 8  | 7  | 1   |
| 4.  | Fotorres        | 4   | 5  | 1  | 2  | 2  | 9  | 10 | -1  |
| 5.  | Olaya Herrera   | 3   | 4  | 1  | 1  | 2  | 4  | 7  | -3  |
| 6.  | Radio Octava    | 2   | 4  | 1  | 0  | 3  | 5  | 7  | -2  |

## Temporada 1970-1971
| Pos | Equipo          | Pts | PJ | PG | PE | PP | GF | GC | Dif |
| --- | --------------- | --- | -- | -- | -- | -- | -- | -- | --- |
| 1.  | Calzado Juvenil | 9   | 5  | 4  | 1  | 0  | 10 | 4  | 6   |
| 2.  | Centenario      | 5   | 5  | 2  | 1  | 2  | 9  | 7  | 2   |
| 3.  | Fotorres        | 5   | 5  | 1  | 3  | 1  | 7  | 7  | 0   |
| 4.  | Olaya Herrera   | 5   | 5  | 2  | 1  | 2  | 7  | 8  | -1  |
| 5.  | Credinal        | 4   | 5  | 1  | 2  | 2  | 7  | 10 | -3  |
| 6.  | Sindicato Ley   | 2   | 5  | 1  | 0  | 4  | 7  | 11 | -4  |

## Temporada 1969-1970
| Pos | Equipo          | Pts |
| --- | --------------- | --- |
| 1.  | Credinal        | 8   |
| 2.  | Centenario      | 7   |
| 3.  | Calzado Juvenil | 6   |
| 4.  | Sindicato Ley   | 4   |
| 5.  | Olaya Herrera   | 3   |
| 6.  | Radio Octava    | 0   |

## Temporada 1968-1969
| Pos | Equipo          | Pts | PJ | PG | PE | PP | GF | GC | Dif |
| --- | --------------- | --- | -- | -- | -- | -- | -- | -- | --- |
| 1.  | Centenario      | 8   | 5  | 3  | 2  | 0  | 14 | 9  | 5   |
| 2.  | Credinal        | 7   | 5  | 3  | 1  | 1  | 11 | 8  | 3   |
| 3.  | Sindicato Ley   | 6   | 5  | 3  | 0  | 2  | 12 | 11 | 1   |
| 4.  | Radio Octava    | 5   | 5  | 2  | 1  | 2  | 12 | 9  | 3   |
| 5.  | Olaya Herrera   | 4   | 5  | 2  | 0  | 3  | 14 | 16 | -2  |
| 6.  | Dobladora Galán | 0   | 5  | 0  | 0  | 5  | 6  | 16 | -10 |

## Temporada 1966-1967
| Pos | Equipo          | Pts | PJ | PG | PE | PP |  |
| --- | --------------- | --- | -- | -- | -- | -- |  |
| 1.  | Credinal        | 8   | 5  | 4  | 0  | 1  |  |
| 2.  | Centenario      | 7   | 5  | 3  | 1  | 1  |  |
| 3.  | Radio Octava    | 5   | 5  | 2  | 1  | 2  |  |
| 4.  | Dobladora Galán | 5   | 5  | 2  | 1  | 2  |  |
| 5.  | Olaya Herrera   | 5   | 5  | 2  | 1  | 2  |  |
| 6.  | Calzado Juvenil | 0   | 5  | 0  | 0  | 5  |  |

## Temporada 1965-1966
| Pos | Equipo          | Pts | PJ | PG | PE | PP | GF | GC | Dif |
| --- | --------------- | --- | -- | -- | -- | -- | -- | -- | --- |
| 1   | Stefan & Spath  | 7   | 5  | 3  | 1  | 1  | 12 | 10 | 2   |
| 2.  | Golazo FBC      | 7   | 5  | 2  | 3  | 0  | 10 | 4  | 6   |
| 3.  | Calzado Juvenil | 6   | 5  | 3  | 0  | 2  | 14 | 9  | 6   |
| 4.  | Centenario      | 6   | 5  | 2  | 2  | 1  | 10 | 6  | 4   |
| 5.  | Olaya Herrera   | 3   | 5  | 1  | 1  | 3  | 8  | 17 | -9  |
| 6.  | Dobladora Galán | 1   | 5  | 0  | 1  | 4  | 7  | 15 | -8  |

### Partido por el título
| 30 de enero de 1966, 12:35 | Golazo FBC                                   | 3:0 (1:0) | Stefan & Spath | Parque Estadio Olaya Herrera, Bogotá |                            |
|                            | Enrique Cardona 15' · Marco Cardona 49', 54' | Reporte   |                | Árbitro(s): Antonio Chaves           | Árbitro(s): Antonio Chaves |

### Partido por el Tercer Lugar
| 30 de enero de 1966, 10:35 | Centenario | W:0     | Calzado Juvenil | Parque Estadio Olaya Herrera, Bogotá |  |
|                            |            | Reporte |                 |                                      |  |

## Temporada 1964-1965
| Pos | Equipo          | Pts | PJ | PG | PE | PP | GF | GC | Dif |
| --- | --------------- | --- | -- | -- | -- | -- | -- | -- | --- |
| 1.  | Golazo FBC      | 9   | 5  | 4  | 1  | 0  | 10 | 5  | 5   |
| 2.  | Once Amigos     | 7   | 5  | 2  | 2  | 1  | 11 | 6  | 5   |
| 3.  | Calzado Juvenil | 5   | 5  | 2  | 1  | 2  | 9  | 9  | 0   |
| 4.  | Centenario      | 5   | 5  | 2  | 1  | 2  | 5  | 8  | -3  |
| 5.  | Olaya Herrera   | 3   | 5  | 1  | 2  | 2  | 8  | 9  | -1  |
| 6.  | Dobladora Galán | 1   | 5  | 0  | 1  | 4  | 4  | 11 | -7  |

## Lista de campeones
| Edición | Año       | Campeón                     | D.T. Campeón                         |
| ------- | --------- | --------------------------- | ------------------------------------ |
| I       | 1959-1960 | Sporting Zaid (1)           | Luis Alberto Díaz "Negro Genaro" (1) |
| II      | 1960-1961 | Olaya Herrera (1)           | José Solorzano (1)                   |
| III     | 1961-1962 | Centenario (1)              | Bernardo Peña (1)                    |
| IV      | 1962-1963 | Centenario (2)              | Bernardo Peña (2)                    |
| V       | 1963-1964 | Centenario (3)              | Edgardo Fernández (1)                |
| VI      | 1964-1965 | Golazo FBC (1)              | Israel Bolaños (1)                   |
| VII     | 1965-1966 | Golazo FBC (2)              | Israel Bolaños (2)                   |
| VIII    | 1966-1967 | Credinal (1)                | Armando García (1)                   |
| IX      | 1968-1969 | Centenario (4)              | Bernando Peña (3)                    |
| X       | 1969-1970 | Credinal (2)                | Alfonso Sepúlveda (1)                |
| XI      | 1970-1971 | Calzado Juvenil (1)         | Bartolomé Ramírez (1)                |
| XII     | 1971-1972 | Centenario (5)              | Hernando Silva (1)                   |
| XIII    | 1972-1973 | Sindicato Ley (1)           | Jaime Arroyave (1)                   |
| XIV     | 1973-1974 | Sindicato Ley (2)           | Jaime Arroyave (2)                   |
| XV      | 1974-1975 | Sindicato Ley (3)           | Jaime Arroyave (3)                   |
| XVI     | 1975-1976 | Pijaos (1)                  | Ricardo 'Pibe' Díaz (1)              |
| XVII    | 1976-1977 | Superdrogas (1)             | Delio Gamboa (1)                     |
| XVIII   | 1977-1978 | Imprenta Nueva Granada (1)  | Francisco Sanabria (1)               |
| XIX     | 1978-1979 | Libreta de Plata (1)        | Orlando Marín (1)                    |
| XX      | 1979-1980 | Imprenta Nueva Granada (2)  | Cipriano García (1)                  |
| XXI     | 1980-1981 | Solfer y Compañia Ltda (1)  | Jaime Arroyave (4)                   |
| XXII    | 1981-1982 | Solfer y Compañia Ltda. (2) | Jaime Arroyave (5)                   |
| XXIII   | 1982-1983 | La Equidad Seguros (1)      | Alfonso Sepúlveda (2)                |
| XXIV    | 1983-1984 | Maracaneiro (1)             | Raúl Salamanca (1)                   |
| XXV     | 1984-1985 | Olaya Herrera (2)           | Jaime Arroyave (6)                   |
| XXVI    | 1985-1986 | Olaya Herrera (3)           | Jaime Arroyave (7)                   |
| XXVII   | 1986-1987 | Centenario (6)              | Pedro Luis León (1)                  |
| XXVIII  | 1987-1988 | Centenario (7)              | Pedro Luis León (2)                  |
| XXIX    | 1988-1989 | Apuestas Monserrate (1)     | César Augusto Arenas (1)             |
| XXX     | 1989-1990 | Apuestas Monserrate (2)     | César Augusto Arenas (2)             |
| XXXI    | 1990-1991 | Apuestas Monserrate (3)     | César Augusto Arenas (3)             |
| XXXII   | 1991-1992 | Imprenta Nueva Granada (3)  | Onofre Camargo (1)                   |
| XXXIII  | 1992-1993 | Apuestas Monserrate (4)     | Juan Paulo García (1)                |
| XXXIV   | 1993-1994 | Centenario (8)              | Alfonso Sepúlveda (3)                |
| XXXV    | 1994-1995 | Nacional de Eléctricos (1)  | Onofre Camargo (2)                   |
| XXXVI   | 1995-1996 | Caterpillar Motor (1)       | Pedro Luis León (3)                  |
| XXXVII  | 1996-1997 | Montaña y Fandiño (1)       | Jorge Enrique Montaña (1)            |
| XXXVIII | 1997-1998 | Montaña y Fandiño (2)       | José Luis Forero (1)                 |
| XXXIX   | 1998-1999 | Montaña y Fandiño (3)       | Jaime Manjarrés (1)                  |
| XL      | 1999-2000 | Olaya Herrera (4)           | Libardo Garzón (1)                   |
| XLI     | 2000-2001 | La Equidad Seguros (2)      | Fáber López (1)                      |
| XLII    | 2001-2002 | Centenario (9)              | Libardo Garzón (2)                   |
| XLIII   | 2002-2003 | La Equidad Seguros (3)      | Wilson Gutiérrez (1)                 |
| XLIV    | 2003-2004 | Caterpillar Motor (2)       | Pedro Luis León (4)                  |
| XLV     | 2004-2005 | La Equidad Seguros (4)      | Fáber López (2)                      |
| XLVI    | 2005-2006 | La Equidad Seguros (5)      | Fáber López (3)                      |
| XLVII   | 2006-2007 | Centenario (10)             | Carlos Umaña (1)                     |
| XLVIII  | 2007-2008 | Maracaneiros (1)            | Raúl Salamanca (2)                   |
| XLIX    | 2008-2009 | Nacional de Eléctricos (2)  | Juan Carlos Robayo (1)               |
| L       | 2009-2010 | Selección Bogotá - IDRD (1) | Ramiro de La Torre (1)               |
| LI      | 2010-2011 | Centenario (11)             | Fernando Montero (1)                 |
| LII     | 2011-2012 | Maracaneiros (2)            | Raúl Salamanca (3)                   |
| LIII    | 2012-2013 | La Equidad Seguros (6)      | Hugo Mejía (1)                       |
| LIV     | 2013-2014 | Nacional de Eléctricos (3)  | William Velásquez (1)                |
| LV      | 2014-2015 | Nacional de Eléctricos (4)  | William Velásquez (2)                |
| LVI     | 2015-2016 | Maracaneiros (3)            | Ronald Cucaita (1)                   |
| LVII    | 2016-2017 | Olaya Herrera (5)           | Miguel Rojas (1)                     |
| LVIII   | 2017-2018 | Nacional de Eléctricos (5)  | William Velásquez (3)                |
| LIX     | 2018-2019 | Olaya Herrera (6)           | Augusto Ortiz (1)                    |
| LX      | 2019-2020 | La Equidad Seguros (7)      | Álvaro Solís (1)                     |
| LXI     | 2021      | Nacional de Eléctricos (6)  | William Velásquez (4)                |
| LXII    | 2021-2022 | Nacional de Eléctricos (7)  | William Velásquez (5)                |
| LXIII   | 2022-2023 | Olaya Herrera (7)           | Oswaldo Reyes (1)                    |
| LXIV    | 2023-2024 | Nacional de Eléctricos (8)  | William Velásquez (6)                |
| LXI     | 2024-2025 | Centenario (12)             | Jhonny Castañeda (1)                 |

## Títulos por Club
| Club                    | Cantidad de Títulos | Temporada |
| ----------------------- | ------------------- | --- |
| Centenario              | 12                  | 1961-1962, 1962-1963, 1963-1964, 1968-1969, 1971-1972, 1986-1987, 1987-1988, 1993-1994, 2001-2002, 2006-2007, 2010-2011, 2024-2025 |
| Nacional de Eléctricos  | 8                   | 1994-1995, 2008-2009, 2013-2014, 2014-2015, 2017-2018, 2021, 2021-2022, 2023-2024                                                  |
| La Equidad Seguros      | 7                   | 1982-1983, 2000-2001, 2002-2003, 2004-2005, 2005-2006, 2012-2013, 2019-2020                                                        |
| Olaya Herrera           | 7                   | 1960-1961, 1984-1985, 1985-1986, 1999-2000, 2016-2017, 2018-2019, 2022-2023                                                        |
| Monserrate              | 4                   | 1988-1989, 1989-1990, 1990-1991, 1992-1993                                                                                         |
| Maracaneiros            | 3                   | 2007-2008, 2011-2012, 2015-2016 |
| Montaña y Fandiño       | 3                   | 1996-1997, 1997-1998, 1998-1999 |
| Imprenta Nueva Granada  | 3                   | 1977-1978, 1979-1980, 1991-1992 |
| Sindicato Ley           | 3                   | 1972-1973, 1973-1974, 1974-1975 |
| Caterpillar Motor       | 2                   | 1995-1996, 2003-2004 |
| Solfer y Compañía Ltda. | 2                   | 1980-1981, 1981-1982 |
| Credinal                | 2                   | 1966-1967, 1969-1970 |
| Golazo FBC              | 2                   | 1964-1965, 1965-1966 |
| Selección Bogotá - IDRD | 1                   | 2009-2010 |
| Maracaneiro             | 1                   | 1983-1984 |
| Libreta de Plata        | 1                   | 1978-1979 |
| Superdrogas             | 1                   | 1976-1977 |
| Pijaos                  | 1                   | 1975-1976 |
| Calzado Juvenil         | 1                   | 1970-1971 |
| Sporting Zaid           | 1                   | 1959-1960 |

## Técnicos más ganadores
| 7 Títulos - Jaime Arroyave 6 Títulos - William Velásquez 4 Títulos - Pedro León 3 Títulos - César Augusto Arenas - Fáber López - Raúl Salamanca - Alfonso Sepúlveda - Bernardo Peña |  | 2 Títulos - Libardo Garzón - Onofre Camargo - Israel Bolaños 1 Título - José Solórzano - Cipriano García - Edgardo Fernández - Bartolomé Ramírez - Delio Gamboa - Hernando Silva - Orlando Marín - Francisco Sanabria |  | - Ricardo 'Pibe' Díaz - Armando García - Juan Paulo García - Wilson Gutiérrez - Carlos Umaña - Jorge Enrique Montaña - Juan Carlos Robayo - Ramiro de la Torre - Hugo Mejía - José Luis Forero - Ronald Cucaita - Álvaro Solís - Oswaldo Reyes - Jaime Manjarrés |  | - Augusto Ortiz - Fernando Montero - Miguel Rojas - Alberto 'Genaro' Díaz - Jhonny Castañeda |